# يوريهونجو (أكيتا)
يوريهونوجو مدينة تقع ضمن محافظة أكيتا في اليابان، تأسست في 3/22/2005، بلغ عدد تعداد سكانها في 1 يناير – 2008 حوالي 87525 مساحتها الإجمالية حوالي 1209.04 كم٢ لتصبح كثافة سكانها 72.4 نسمة لكل كيلو متر مربع.

## توأمة
ليوريهونجو (أكيتا) اتفاقيات توأمة مع:
- ماروغامه

## أعلام
- ناتسكي كاتو
- ميكا ياموتشي
- شو واتانابي
- توشيوكي إيغاراشي
- رينا إيكوما